# Мун Џеквон
Мун Џеквон (кореј. 문재 권, романизовано Moon Jae-kwon; 25. март 1998) јужнокорејски је пливач чија специјалност су трке прсним стилом. 

## Спортска каријера
Први запаженији успех у каријери остварио је на Азијским играма у Џакарти 2018. где је освојио бронзану медаљу у трци микс штафета на 4×100 мешовито. Годину дана касније наступио је на Универзијади у Напуљу, где је пливао у финалима на 4×100 мешовито (5. место) и 50 прсно (7. место). 
на светским првенствима у великим базенима је дебитовао у корејском Квангџуу 2019, где је наступио у четири дисциплине. У квалификацијама трке на 50 прсно био је 23, а на 100 прсно укупно 31. и није успео да се пласира у даљи ток такмичењима. Пливао је и у штафетним тркама на 4×100 мешовито микс и 4×100 мешовито, а обе штафете су квалификације окончале на 17. месту.